# Filtro anisotropico

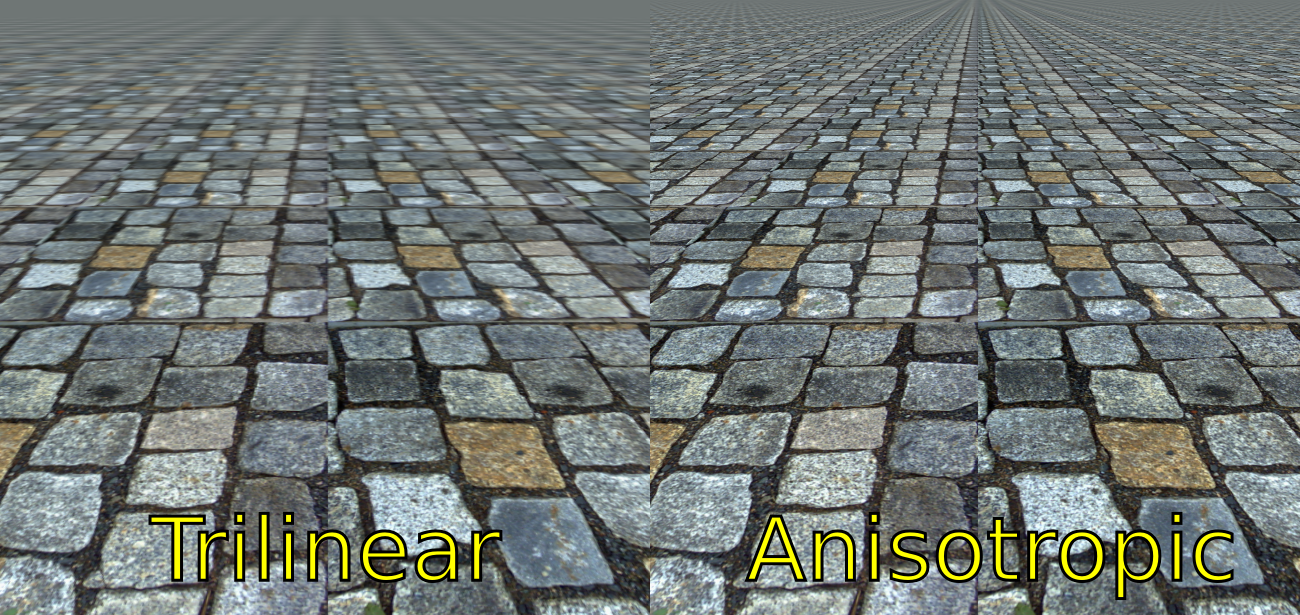
Confronto tra un filtro trilineare e un filtro anisotropico e trilineare

Il filtro anisotropico (in inglese Anisotropic filtering, abbreviato quindi in AF) è un metodo utilizzato nella grafica computerizzata per accrescere la qualità delle immagini che ritraggono texture poste su superfici inclinate rispetto al punto di osservazione.

## Descrizione
Come il filtro bilineare e trilineare (sui quali comunque si appoggia) esso riduce l'effetto di aliasing; inoltre causa meno sfocamento degli angoli di visuale più estremi, conservando maggiore dettaglio.
Il filtro anisotropico invece che far analizzare al filtro lineare le texture quadrate o nella loro dimensione standard (MIP map), valuta/analizza anche le stesse texture di forma allungata e a seconda della posizione in cui si troveranno rispetto al punto d'osservazione, le analizza e determina quale versione della texture meglio si adatta alla posizione in cui sarà visualizzata. Quindi ad es., analizzando la visione di un pavimento, le parti più lontane dal punto d'osservazione e centrali avranno texture allargate in senso orizzontale, mentre le parti vicine al punto d'osservazione, ma estremamente laterale ad esso, saranno con texture allungate in senso verticale.

Per velocizzare questo processo di analisi sono state create anche le RIP map, speciali MIP map con versioni allungate precalcolate delle texture.
Il livello di filtro cambia il numero di texture alternative analizzate per migliorare la resa grafica, e per conoscere il numero delle texture analizzate basta moltiplicare il livello del filtro (2x, 4x, ex, ecc) per 8: con un livello di filtro 1x, si analizzano 8 texture alternative.

## Uso
Il filtro anisotropico, abbastanza costoso in termini di risorse, negli anni novanta diventò una caratteristica standard delle normali schede video.
Nelle schede grafiche moderne è attivabile sia dall'utente attraverso le impostazioni dei driver, sia dalle applicazioni grafiche o dai videogiochi.